# Toos Blom
Catharina Maartje (Toos) Blom (Aalsmeer, 13 september 1896 – Bergen, 9 september 1986) was een Nederlands onderwijzeres, kinderboekenschrijfster en vertaalster van kinderboeken. Ze verwierf bekendheid met haar vertalingen Het huis in het Poeh-hoekje en Toen wij heel jong waren van A.A. Milne. Zelf schreef ze ook diverse jeugdboeken. In 1966 werd haar jeugdboek Loeloedji, kleine, rode bloem bekroond met de kinderboekenprijs van de CPNB.

## Biografie
Blom werd geboren in Aalsmeer. Drie maanden na haar geboorte overleed haar moeder. Hierna verhuisde zij naar Egmond, waar zij opgroeide in het gezin van familieleden. In haar postuum verschenen boek Het lijkt zo lang haalt ze herinneringen aan het Egmond aan Zee van rond 1900 op. 
Blom werkte als onderwijzeres, in Alkmaar, Oudkarspel, Noord-Scharwoude, en ten slotte weer in Alkmaar. Daarnaast bouwde zij een loopbaan op als kinderboekenschrijfster en vertaalster. Ze behaalde in 1919 het diploma Engels l.o. Haar verzoek om een jaar studieverlof te krijgen om in Engeland te kunnen studeren werd in 1922 afgewezen. In 1924 behaalde ze in Leiden het examen Engels M.O. akte A.
In 1934 vertaalde Blom The House at Pooh Corner van A.A. Milne naar het Nederlands, nadat Nienke van Hichtum - die wel al het eerste deel, Winnie-the-Pooh, had vertaald - wegens haar hoge leeftijd afzag van de vertaalopdracht. Blom had ervaring met de teksten aangezien ze eerder liedjes van Winnie de Poeh op muziek had gezet voor haar leerlingen. In 1936 volgde een Nederlandse vertaling van Milne's When We Were Very Young. Het Rotterdamsch Nieuwsblad prees haar "klankrijke taal".
Haar eigen boeken verschenen pas na de Tweede Wereldoorlog, aangezien zij had geweigerd om zich aan te sluiten bij de door de Duitse bezetter ingestelde Kultuurkamer. Voor haar boeken putte ze vaak uit persoonlijke herinneringen en familieverhalen. Voor het jeugdblad Kris Kras schreef ze liedjes, vaak met een korte vertelling erbij, voorzien van muzieknotatie.
In 1955 vierde Blom dat ze veertig jaar bij het openbaar onderwijs werkzaam was. In 1961 ging ze met pensioen.

## Prijs
In 1966 won Blom de prijs van het Kinderboek van het jaar van de CPNB voor Loeloedji, kleine, rode bloem, in de categorie 10 jaar en ouder. Ze moest de prijs delen met Mies Bouhuys, die won in de categorie tot 10 jaar. Het was voor het eerst dat deze prijs moest worden gedeeld. De toekenning van de prijs aan Blom leidde tot controverse; bij het betreden van het Concertgebouw, waar aan het begin van de Kinderboekenweek de prijsuitreiking plaatsvond, kregen de bezoekers door activiste Lau Mazirel een pamflet uitgereikt waarin ze het boek bekritiseerde vanwege vermeende stereotypering van zigeuners.

## Overlijden
Blom overleed in 1986, enkele dagen voor haar 90ste verjaardag, in haar woonplaats Bergen. Ze werd aldaar begraven op de Algemene begraafplaats.
Nog geen maand na het overlijden van Blom verscheen bij uitgeverij Van Goor een nieuwe vertaling van het Huis in het Poeh-hoekje, nu van de hand van Mies Bouhuys. Volgens de uitgever was de tekst van Blom verouderd en "zaten er nogal veel irritante verkleinwoorden in". Aukje Holtrop noemde, in een recensie van de nieuwe vertaling, de vertaling van Blom 'de Statenvertaling'.